# Faustino Salazar
Faustino Salazar (15 de febrero de 1912 - 2000, Puebla, México), fue un pintor y muralista mexicano reconocido como "el retratista de Puebla". Su obra es descrita como de fuerte contenido social y distinguida por "su reacia crítica y su incansable lucha por los más altos intereses humanos."  También fungió como el primer presidente de la Unión de Artes Plásticas de Puebla, involucrándose en la creación del Barrio del Artista de la ciudad de Puebla en 1941.
Fue seguidor de la corriente mexicana del muralismo, tomando el legado de artistas como Diego Rivera o David Alfaro Siqueiros. Su trabajo fue pionero de este movimiento en Puebla, con la elaboración de dos murales en el Templo de San Sebastián, pintado entre 1943 y 1944.

## Obra
La obra de Faustino Salazar fue influenciada por el contexto histórico en el que creció. Su infancia y adolescencia transcurrieron durante el México revolucionario, por lo que vio atraído por las obras de Rivera, Siqueiros y Leopoldo Méndez como una herramienta para el cambio social y la educación.
Salazar tuvo como motivos centrales en su obra a los héroes mexicanos como Emiliano Zapata y Benito Juárez. Marcado como un artista nacionalista, también reflejó en sus pinturas a Aquiles Serdán, Ricardo Flores Magón, Francisco I. Madero y Pancho Villa, entre otros. 
En sus pinturas, el artista pone como centro de la imagen a la figura humana, también por influencia de su gusto por el Renacentismo. Destacó en el retrato, aunque no en un sentido realista, sino como revelación de la psique de la persona.
En 2012, sus obras fueron expuestas en la muestra itinerante "Antología Íntima", a propósito del centenario de su natalicio.
Además de sus pinturas, Salazar es reconocido en Puebla por su labor en la formación de pintores durante 40 años en el Barrio del Artista.